# ラリーの展望所
ラリーの展望所 (Larry's Lookout) は、火星のハズバンド・ヒル内にある地形である。アメリカ合衆国の地質学者、火山学者のラリー・クランプラーに因んで名付けられた。
2005年、マーズ・エクスプロレーション・ローバー「スピリット」は70火星日をかけてラリーの展望所を登り、ここから4火星日間でテネシー谷の写真を撮影した。

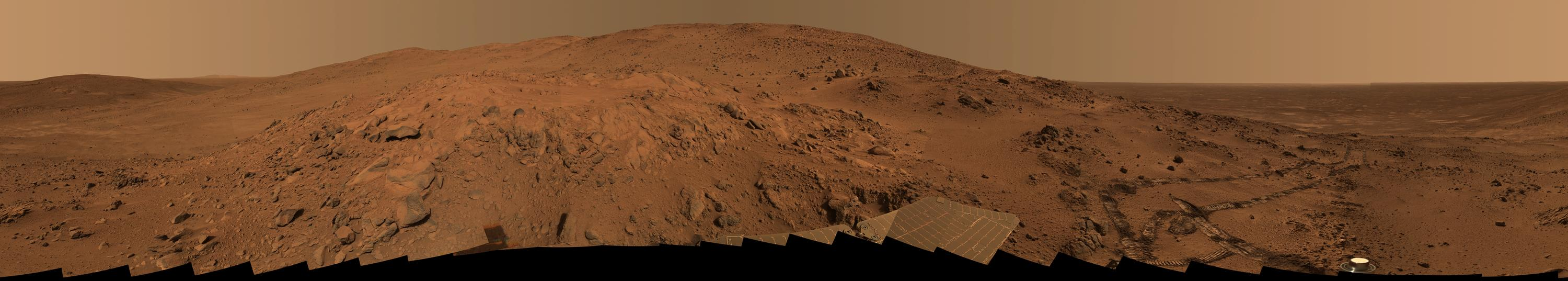
ラリーの展望所から撮られた写真。テネシー谷は左端に見える。